# Barbourville
Barbourville és una població dels Estats Units a l'estat de Kentucky. Segons el cens del 2000 tenia 3.589 habitants.

## Demografia
Segons el cens del 2000, Barbourville tenia 3.589 habitants, 1.454 habitatges, i 859 famílies. La densitat de població era de 397,1 habitants/km².
Dels 1.454 habitatges en un 28,3% hi vivien nens de menys de 18 anys, en un 36,9% hi vivien parelles casades, en un 19,6% dones solteres, i en un 40,9% no eren unitats familiars. En el 37,8% dels habitatges hi vivien persones soles el 15,4% de les quals corresponia a persones de 65 anys o més que vivien soles. El nombre mitjà de persones vivint en cada habitatge era de 2,18 i el nombre mitjà de persones que vivien en cada família era de 2,88.
Per edats la població es repartia de la següent manera: un 22,1% tenia menys de 18 anys, un 15,7% entre 18 i 24, un 24,7% entre 25 i 44, un 20,5% de 45 a 60 i un 17% 65 anys o més.
L'edat mediana era de 34 anys. Per cada 100 dones de 18 o més anys hi havia 78,4 homes.
La renda mediana per habitatge era de 13.297 $ i la renda mediana per família de 20.762 $. Els homes tenien una renda mediana de 31.775 $ mentre que les dones 18.102 $. La renda per capita de la població era d'11.485 $. Entorn del 32,6% de les famílies i el 38% de la població estaven per davall del llindar de pobresa.

## Poblacions més properes
El següent diagrama mostra les poblacions més properes.